# 標誌雙子
標誌雙子（英語：The IIconics）是一個由比莉·凱和佩頓·羅伊斯組成的澳大利亞職業摔角雙打團隊。 現實生活中是朋友的凱和羅伊斯都就讀於韋斯菲爾茲體育高校，並接受麥迪遜·伊格爾斯的培訓。他們是WWE歷史上首組全澳大利亞雙打冠軍，也是首位在WWE旗艦賽事摔角狂熱中贏得冠軍的澳大利亞人。
在加入WWE之前，凱和羅伊斯曾在澳大利亞的職業摔角女子聯盟（PWWA）中以潔西·麥凱和KC·卡西迪的擂台名摔角。 兩人在WWE的NXT部門簽約後不久，就在2015年5月8日作為團隊首次亮相，在此期間，他們改名為潔西和卡西，之後使用目前的擂台名比莉·凱和佩頓·羅伊斯。
兩人於2016年10月5日在NXT電視上首次亮相，自稱為The Iconic Duo，但在爭奪NXT女子冠軍中失敗。他們於2018年4月10日加入SmackDown，改名為標誌雙子，從而晉升為主力陣容，並於次年在摔角狂熱35贏得女子雙打冠軍。

## 歷史

### 起源
在組建團隊之前，凱（以她的真名潔西·麥凱命名）和羅伊斯（以KC·卡西迪為擂台名）在職業摔角女子聯盟（PWWA）中互相比賽，包括爭奪PWWA冠軍。
她們於2015年加入WWE，並在那裡被分配到NXT，她們最初的擂台名來自PWWA時期所使用的擂台名。卡西迪於5月15日在NXT上首次亮相，在一場無關頭銜賽中輸給NXT女子冠軍薩莎·班克斯。

### NXT時期（2015–2018）
麥凱和卡西迪在加入NXT之後不久就組成團隊。他們的第一場比賽是2015年5月8日在佛罗里达州拉哥的地方巡迴賽中，在那裡他們輸給貝莉和卡梅拉，這也是麥凱在WWE的首場比賽。 在此期間，他們分別更名為卡西（羅伊斯）和潔西（凱），然後在2015年8月她們獲得新的擂台名佩頓·羅伊斯和比莉·凱。
該團隊在2016年10月5日的NXT電視節目中首次亮相，後來被稱為。 在團隊成立近一年半後，二人於2016年10月14日在佛羅里達州匹尔斯堡的地方巡迴賽中擊敗阿莉婭和麗芙·摩根贏得首場勝利。 他們還在12月28日的NXT中贏得首場有電視轉播的比賽，再次擊敗阿莉婭和摩根。 2017年1月28日，在NXT TakeOver：聖安東尼奧，他們在2016年NXT年終獎中獲得「年度突破」獎項；他們還參加現場直播電視比賽，在危機四伏賽中與NXT女子冠軍華名爭奪冠軍頭銜，但皆未能獲勝。
在NXT TakeOver：WarGames上，羅伊斯在危機四伏賽中與凱莉·沙恩、妮基·克羅斯和埃伯·穆爭奪空缺的NXT女子冠軍，該場比賽最終由埃伯·穆獲勝。 他們在NXT電視上進行的最後一場電視轉播比賽是在2017年10月7日的NXT上，在比賽中輸給克羅斯和魯比·洛特，儘管他們持續在地方巡迴賽上競爭。他們作為NXT品牌一部分的最後一場比賽是2018年4月21日在佛羅里達州匹爾斯堡的地方巡迴賽上，他們在比賽中輸給達科塔·凱和史蒂芬妮·紐維爾；比賽結束後，兩隊互相擁抱。

### SmackDown品牌和WWE女子雙打冠軍時期（2018–2019）
凱和羅伊斯（現稱為「標誌雙子 」）在2018年4月10日的SmackDown Live中首度亮相，攻擊SmackDown 女子冠軍夏洛特·福萊爾，讓卡梅拉兌現公事包合約，並擊敗福萊爾贏得冠軍。 在第二週的SmackDown，標誌雙子擊敗華名和貝基·林奇，贏得他們在主秀中的第一場比賽。 10月6日，在他們家鄉舉辦的超級對決中，他們擊敗華名和娜奧米。
2019年，標誌雙子在同名比賽中進入他們的第一場皇家大戰比賽，成功淘汰妮基·克羅斯，之後被蕾西·伊凡斯淘汰。 在下個月的行刑室鐵籠戰中，他們參加第一屆女子雙打冠軍行刑室鐵籠賽，以決定首屆WWE女子雙打冠軍。這場比賽最終由貝莉和薩莎·班克斯贏得勝利。 3月，標誌雙子與貝莉和薩莎·班克斯發生爭執，他們在3月19日的SmackDown無關頭銜賽中擊敗貝莉和班克斯。 由於他們的勝利，他們（和另外兩支團隊）獲得在摔角狂熱35的危機四伏雙打冠軍賽上挑戰班克斯和貝莉的機會。 在4月7日的摔角狂熱上，凱將貝莉壓制後，標誌雙子成功贏得女子雙打冠軍。 他們的勝利使他們成為WWE歷史上第一組全澳大利亞雙打冠軍（在此之前，唯一曾贏得雙打冠軍的澳大利亞人是巴迪·莫菲，他在2015年與美國人韋斯利·布萊克成為NXT雙打冠軍），並且是第一個在摔角狂熱贏得冠軍的澳大利亞人。
在兩天後的SmackDown，標誌雙子擊敗克里斯·施塔蘭德和卡里薩·李維拉（Karissa Rivera）成功衛冕雙打冠軍。 在6月17日的Raw中，標誌雙子擊敗阿歷薩·布利斯和妮基·克羅斯成功衛冕冠軍頭銜。 在7月16日的SmackDown中，標誌雙子通過讀秒倒數擊敗歌舞伎武士（華名和凱莉·沙恩）成功衛冕頭銜。
在8月5日的Raw中，兩人在危機四伏淘汰賽中輸給布利斯和克羅斯。他們是比賽中第一支被淘汰的團隊，被曼蒂·羅斯和索尼婭·德維爾淘汰。結束120天的冠軍衛冕。

### Raw品牌時期和解散（2019–2020）
10月16日，宣布將標誌雙子轉移至Raw，作為2019年WWE選秀的補充。10月28日，標誌雙子在雙打比賽中輸給夏洛特·福萊爾和娜塔莉雅。
標誌雙子在2020年5月11日的Raw中回歸，打斷WWE女子雙打冠軍阿歷薩·布利斯和妮基·克羅斯的談話。他們後來在無關頭銜賽中擊敗雙打冠軍。在整個夏天，他們多次挑戰WWE女子雙打冠軍，但未能成功。隨後，標誌雙子開始與魯比·洛特爭執，因為他們在後台嘲笑她沒有朋友。他們互有勝負，凱和羅伊斯擊敗洛特，而洛特則擊敗凱。在絕命復仇上，標誌雙子被洛特和她新重組的雙打夥伴麗芙·摩根擊敗。 在第二天晚上的Raw上，標誌雙子因輸給洛特的團隊，按照比賽規定而被迫解散。
在2020年WWE選秀上，羅伊斯被選入Raw，而凱被選入SmackDown。

## 冠軍經歷及成就
- 世界摔角娛樂
  - WWE女子雙打冠軍（一次）[44]
  - NXT年終獎（英语：NXT Year-End Award）
    - 年度突破（2016年）[45]

## 外部連結
- 比莉·凱在WWE官方網站的介紹 （页面存档备份，存于）（英文）
- 佩頓·羅伊斯在WWE官方網站的介紹 （页面存档备份，存于）（英文）